# Starîi Nîjbirok, Huseatîn
Starîi Nîjbirok (în ucraineană Старий Нижбірок) este o comună în raionul Huseatîn, regiunea Ternopil, Ucraina, formată numai din satul de reședință.

## Demografie
Componența lingvistică a comunei Starîi Nîjbirok
     Ucraineană (99,8%)
     Alte limbi (0,1%)
Conform recensământului din 2001, majoritatea populației comunei Starîi Nîjbirok era vorbitoare de ucraineană (99,8%), existând în minoritate și vorbitori de alte limbi.